# 中国民族优秀建筑文化遗产评审工作委员会
中国民族优秀建筑文化遗产评审委员会是经中華人民共和國國家民族事務委員會和民政部批准的中国民族建筑遗产研究与保护专业委员会成立的国家级评审机构，评审项目包括中国民族优秀建筑文化遗产旅游目的地、中国民族优秀建筑文化遗产重点保护单位及中国民族优秀建筑文化遗产名城、名镇、名村、名街共3个项目。中国民族优秀建筑文化遗产参评对象包含历史文化名城、历史文化街区、历史文化古村镇、王府、地方官署、大型楼阁、宗教建筑、庙、祠建筑、陵墓建筑、古代工程及在原有历史遗址成规模复建的大型古建筑群。
评定委员会在各省均设有专家组，采取省专家评审组推荐预备名录、评审委员会确定参评资格并考察评审、终评结果的评选流程。